# Лагерь Вальбон

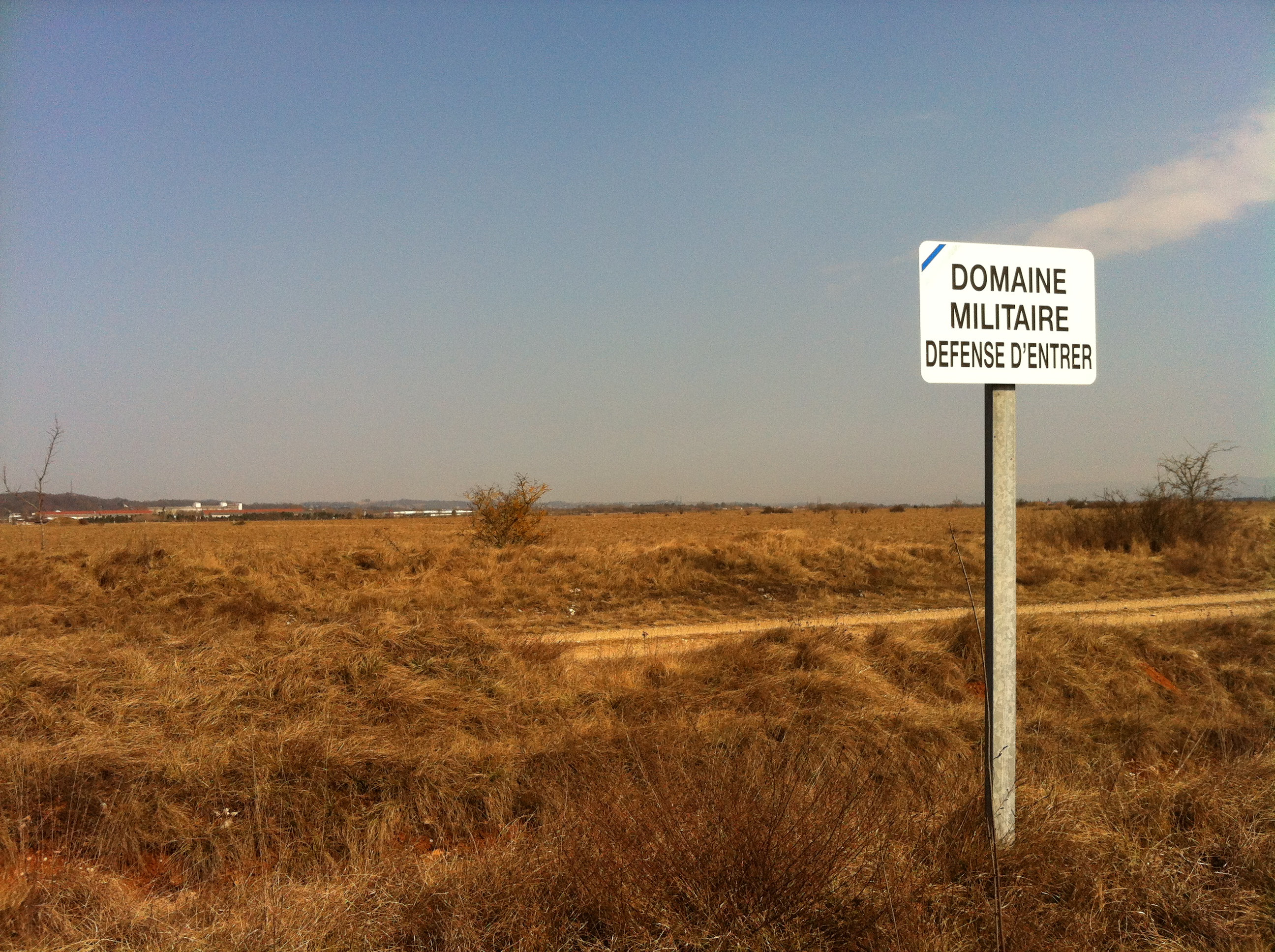
Полигон Ла-Вальбон

Ла́герь Вальбо́н (фр. Camp de La Valbonne) — французский военный лагерь и полигон для войсковых упражнений в департаменте Эн, в 25 км к востоку от Лиона, между Роной и железнодорожной линией Лион—Женева. В настоящее время занимает площадь около 1600 гектаров.
Уже в 1870-е годы в лагере Вальбон была расположена одна из четырёх имевшихся во французской армии школ стрелковой подготовки. Лагерь интенсивно эксплуатировался в ходе Первой мировой войны, когда в нём происходила, помимо прочего, военная подготовка воинов Иностранного легиона, в том числе лётчиков. В 1940 году он был значительно реорганизован режимом Виши.